# Peperomia villilimba
Peperomia villilimba är en pepparväxtart som beskrevs av C. Dc.. Peperomia villilimba ingår i släktet peperomior, och familjen pepparväxter. Inga underarter finns listade i Catalogue of Life.